# Heartbreak away
Heartbreak away is een single van Sharon Kips, de winnares van het eerste seizoen van X-Factor.
Het nummer werd gelijk na de finale van het televisieprogramma uitgebracht en kwam een week later binnen op de eerste plaats van de Mega Top 50 en de Single Top 100. In de Top 40 kwam het nummer in de tweede week op nummer 1 terecht.

## Nummers op single
1. Heartbreak away (3:35)
2. Heartbreak away (Instrumentaal) (3:36)

### Hitnotering
| "Heartbreak away" in de Nederlandse Top 40 - binnen: 10-03-2007 | "Heartbreak away" in de Nederlandse Top 40 - binnen: 10-03-2007 | "Heartbreak away" in de Nederlandse Top 40 - binnen: 10-03-2007 | "Heartbreak away" in de Nederlandse Top 40 - binnen: 10-03-2007 | "Heartbreak away" in de Nederlandse Top 40 - binnen: 10-03-2007 | "Heartbreak away" in de Nederlandse Top 40 - binnen: 10-03-2007 | "Heartbreak away" in de Nederlandse Top 40 - binnen: 10-03-2007 | "Heartbreak away" in de Nederlandse Top 40 - binnen: 10-03-2007 | "Heartbreak away" in de Nederlandse Top 40 - binnen: 10-03-2007 |
| Week                                                            | 1                                                               | 2                                                               | 3                                                               | 4                                                               | 5                                                               | 6                                                               | 7                                                               |                                                                 |
| --------------------------------------------------------------- | --------------------------------------------------------------- | --------------------------------------------------------------- | --------------------------------------------------------------- | --------------------------------------------------------------- | --------------------------------------------------------------- | --------------------------------------------------------------- | --------------------------------------------------------------- | --------------------------------------------------------------- |
| Nummer                                                          | 1                                                               | 1                                                               | 1                                                               | 5                                                               | 13                                                              | 22                                                              | 31                                                              | uit                                                             |

| "Heartbreak away" in de Single Top 100 - binnen: 03-03-2007 | "Heartbreak away" in de Single Top 100 - binnen: 03-03-2007 | "Heartbreak away" in de Single Top 100 - binnen: 03-03-2007 | "Heartbreak away" in de Single Top 100 - binnen: 03-03-2007 | "Heartbreak away" in de Single Top 100 - binnen: 03-03-2007 | "Heartbreak away" in de Single Top 100 - binnen: 03-03-2007 | "Heartbreak away" in de Single Top 100 - binnen: 03-03-2007 | "Heartbreak away" in de Single Top 100 - binnen: 03-03-2007 | "Heartbreak away" in de Single Top 100 - binnen: 03-03-2007 | "Heartbreak away" in de Single Top 100 - binnen: 03-03-2007 | "Heartbreak away" in de Single Top 100 - binnen: 03-03-2007 | "Heartbreak away" in de Single Top 100 - binnen: 03-03-2007 |
| Week                                                        | 1                                                           | 2                                                           | 3                                                           | 4                                                           | 5                                                           | 6                                                           | 7                                                           | 8                                                           | 9                                                           | 10                                                          |                                                             |
| ----------------------------------------------------------- | ----------------------------------------------------------- | ----------------------------------------------------------- | ----------------------------------------------------------- | ----------------------------------------------------------- | ----------------------------------------------------------- | ----------------------------------------------------------- | ----------------------------------------------------------- | ----------------------------------------------------------- | ----------------------------------------------------------- | ----------------------------------------------------------- | ----------------------------------------------------------- |
| Nummer                                                      | 1                                                           | 1                                                           | 1                                                           | 3                                                           | 6                                                           | 19                                                          | 27                                                          | 48                                                          | 57                                                          | 81                                                          | uit                                                         |

| "Heartbreak away" in de Mega Top 50 - binnen: 03-03-2007 | "Heartbreak away" in de Mega Top 50 - binnen: 03-03-2007 | "Heartbreak away" in de Mega Top 50 - binnen: 03-03-2007 | "Heartbreak away" in de Mega Top 50 - binnen: 03-03-2007 | "Heartbreak away" in de Mega Top 50 - binnen: 03-03-2007 | "Heartbreak away" in de Mega Top 50 - binnen: 03-03-2007 | "Heartbreak away" in de Mega Top 50 - binnen: 03-03-2007 | "Heartbreak away" in de Mega Top 50 - binnen: 03-03-2007 | "Heartbreak away" in de Mega Top 50 - binnen: 03-03-2007 |
| Week                                                     | 1                                                        | 2                                                        | 3                                                        | 4                                                        | 5                                                        | 6                                                        | 7                                                        |                                                          |
| -------------------------------------------------------- | -------------------------------------------------------- | -------------------------------------------------------- | -------------------------------------------------------- | -------------------------------------------------------- | -------------------------------------------------------- | -------------------------------------------------------- | -------------------------------------------------------- | -------------------------------------------------------- |
| Nummer                                                   | 1                                                        | 1                                                        | 1                                                        | 4                                                        | 9                                                        | 20                                                       | 48                                                       | uit                                                      |